# ABBA (album)
ABBA è il terzo album in studio pubblicato dall'omonimo gruppo musicale nel 1975.
Uscito in seguito alla partecipazione del gruppo all'Eurovision Song Contest avvenuto nel 1974 dove cantarono il brano Waterloo, gli Abba pubblicarono questo omonimo album che raggiunse le zone più alte delle classifiche svedesi, norvegesi, ed australiane.
ABBA contiene i singoli Mamma Mia ed S.O.S..
Venne rimasterizzato una prima volta nel 1997 ed una seconda dalla Universal Records nel 2001.

## Tracce
1. Mamma Mia – 3:35 (Stig Anderson, Andersson, Ulvaeus)
2. Hey, Hey Helen – 3:18 (Andersson, Ulvaeus)
3. Tropical Loveland – 3:06 (Anderson, Andersson, Ulvaeus)
4. S.O.S. – 3:23 (Anderson, Andersson, Ulvaeus)
5. Man in the Middle – 3:03 (Andersson, Ulvaeus)
6. Bang-a-Boomerang – 3:04 (Anderson, Andersson, Ulvaeus)
7. I Do, I Do, I Do, I Do, I Do – 3:17 (Anderson, Andersson, Ulvaeus)
8. Rock Me – 3:05 (Andersson, Ulvaeus)
9. Intermezzo No. 1 – 3:47 (Andersson, Ulvaeus)
10. I've Been Waiting for You – 3:41 (Anderson, Andersson, Ulvaeus)
11. So Long – 3:06 (Andersson, Ulvaeus)
12. Crazy World* – 3:48 (Andersson, Ulvaeus)
13. Medley: Pick a Bale of Cotton/On Top of Old Smokey/Midnight Special* – 4:21 (Andersson, traditional, Ulvaeus)

(*): bonus track nella ristampa dell'album.

## Classifiche
| Classifica (1975) | Posizione massima |
| ----------------- | ----------------- |
| Norvegia          | 1                 |
| Nuova Zelanda     | 3                 |
| Paesi Bassi       | 3                 |
| Regno Unito       | 13                |
| Stati Uniti       | 174               |
| Svezia            | 1                 |

## Formazione

### Gruppo
- Benny Andersson – voce, pianoforte, tastiere, sintetizzatore
- Agnetha Fältskog – voce
- Anni-Frid Lyngstad – voce
- Björn Ulvaeus – voce, chitarra

### Altri musicisti
- Ulf Andersson – Sassofono
- Bruno Glenmark – Tromba
- Janne Schaffer – Chitarra elettrica
- Ola Brunkert – batteria
- Rutger Gunnarsson – Basso
- Mike Watson – Basso
- Finn Sjoberg – Chitarra
- Bjorn Utvous – Chitarra
- Lasse Wellander – Chitarra
- Roger Palm – Batteria